# Кристал (Њу Мексико)
Кристал (енгл. Crystal) насељено је место без административног статуса у америчкој савезној држави Њу Мексико.

## Демографија
По попису из 2010. године број становника је 311, што је 36 (-10,4%) становника мање него 2000. године.
| Група             | 2000.    | 2010.    |
| Белци             | 6 (1,7%) | 3 (1,0%) |
| Афроамериканци    | 0 (0,0%) | 0 (0,0%) |
| Азијати           | 0 (0,0%) | 0 (0,0%) |
| Хиспаноамериканци | 9 (2,6%) | 1 (0,3%) |
| Укупно            | 347      | 311      |